# Saison 3 de Fargo
Chronologie
Saison 2 Saison 4
Cet article présente les dix épisodes de la troisième saison de la série télévisée américaine Fargo.

## Synopsis de la saison
En 2010, dans le Minnesota, Emmit Stussy, un homme d'affaires renommé dans le monde du parking, vit une vie calme et opulente tandis que son frère Ray mène une vie difficile et enchaîne les mauvais coups. Alors que Ray a blâmé son frère toute sa vie pour ses échecs, l’arrivée d’une personnalité mystérieuse va changer la donne.

## Distribution de la saison

### Acteurs principaux
- Ewan McGregor (VF : Bruno Choël) : Emmit Stussy / Ray Stussy
- Carrie Coon (VF : Josy Bernard) : Gloria Burgle
- Mary Elizabeth Winstead (VF : Anne Tilloy) : Nikki Swango
- David Thewlis (VF : Bernard Alane) : V.M. Vargas
- Goran Bogdan (VF : Jérémie Bédrune) : Yuri Gurka

### Acteurs récurrents
- Mark Forward (VF : Christophe Desmottes) : Donny Mashman
- Michael Stuhlbarg (VF : Roland Timsit) : Sy Feltz
- Scoot McNairy (VF : Jérôme Rebbot) : Maurice LeFay
- Lee Zina (VF : Elsa Davoine) : Madeline
- Shea Whigham (VF : Thierry Kazazian) : Moe Dammick
- Karan Soni : Dr Homer Gilruth
- Fred Melamed : Howard Zimmerman
- Thomas Mann : Thaddeus Mobley
- Ivan Sherry (VF : Lionel Tua) : Scotty Pullover
- Graham Verchere (VF : Thomas Sagols) : Nathan Burgle
- Russell Harvard : Mr Wrench (le tueur sourd déjà apparu dans la saison 1)

## Épisodes

### Épisode 1:La Théorie des places vacantes
- États-Unis /  Canada : 19 avril 2017
- Belgique,  France et  Suisse : 20 avril 2017 sur Netflix

En 1988, à Berlin-Est, Jakob Ungerleider est interrogé par le colonel Horst Lagerfeld, dans ce qui semble être un sous-sol. Ungerleider est accusé d'être un homme du nom de Yuri Gurka qui a assassiné sa petite amie. Jakob affirme qu'il s'agit d'une erreur d'identité, car il est marié et sa femme est en vie. Lagerfeld devient plus agressif et menace et force Jakob à "dire la vérité".
En 2010, à Eden Prairie, dans le Minnesota, Emmit Stussy, autoproclamé "Roi du parking du Minnesota", célèbre son 25e anniversaire de mariage. Le frère jumeau Ray, moins prospère d'Emmit, lui demande de l'argent. Emmit refuse de lui en donner. Ils discutent de leur passé et il est révélé que leur père, à sa mort, a légué à Emmit une Corvette Stingray et à Ray une collection de timbres rares. Ray s'est retrouvé avec la Corvette et la conduit toujours bien qu'elle montre son âge, et Emmit a obtenu la collection de timbres. Ray sent qu'Emmit a profité de lui pour obtenir la meilleure affaire ce qu'Emmit conteste. Ray est un agent de libération conditionnelle de St. Cloud qui a besoin d'argent pour épouser sa nouvelle fiancée (et libérée conditionnelle) Nikki Swango. Renonçant à demander de l'argent à Emmit, Ray manipule un libéré conditionnel, Maurice LeFay, qui a échoué à son test de dépistage de drogue et fait donc face à la révocation de sa libération conditionnelle, pour qu'il vole le dernier timbre restant d'Emmit. Cependant, en se rendant chez Emmit, Maurice LeFay perd le papier sur lequel Ray avait écrit l'adresse ; essayant de se souvenir, Maurice confond la ville d'Eden Prairie avec Eden Valley, et, ne se souvenant que du nom d'Emmit Stussy, trouve dans un annuaire téléphonique l'adresse d'un certain Ennis Stussy, qui, à son insu, n'a aucun rapport avec les frères Stussy.
Ennis Stussy est le beau-père du chef de la police Gloria Burgle et l'adorable grand-père adoptif du fils de Gloria. Burgle est le chef d'Eden Valley, titre qu'elle perdra bientôt car le département va être intégré dans une plus grande subdivision policière. Après avoir passé une soirée avec Ennis, Gloria prend le chemin de la maison avec son fils, mais elle fait demi-tour car celui-ci a oublié un cadeau d'anniversaire que lui a offert son grand-père. En entrant dans la maison, elle trouve Ennis mort dans la cuisine et la maison saccagée par Maurice des suites de son erreur d'identité. Elle fouille la maison à la recherche du tueur et y trouve cachée sous le parquet des romans de science-fiction écrits par son beau-père et dont elle ignorait l'existence. De retour à St. Cloud, Maurice apparaît soudainement dans l'appartement de Ray et Nikki pendant qu'ils prennent leur bain, expliquant que les choses ont mal tourné avec le vol. Réalisant non seulement que Maurice a tué un homme, mais aussi cambriolé la mauvaise maison et qu'il revient sans le timbre, Ray devient agressif. Maurice sort alors une arme à feu et le fait chanter pour qu'il lui donne  5 000 $ le lendemain. Maurice part, mais alors qu'il sort du bâtiment, Nikki et Ray le tuent en faisant tomber un climatiseur de fenêtre sur sa tête.

### Épisode 2:Le Principe du moindre choix
- États-Unis /  Canada : 26 avril 2017
- Belgique,  France et  Suisse : 27 avril 2017 sur Netflix

### Épisode 3:Le Principe de non-contradiction
- États-Unis /  Canada : 3 mai 2017
- Belgique,  France et  Suisse : 4 mai 2017 sur Netflix

En 1975 à Los Angeles, le jeune et confiant écrivain de science-fiction Thaddeus Mobley reçoit un prix pour son roman La Planète Wyh et rencontre le producteur Howard Zimmerman, qui souhaite adapter le livre en film. Zimmerman lui présente l'actrice et femme fatale Vivian Lord. Après que Zimmerman a affirmé avoir du mal à attirer Warren Beatty dans le projet, Mobley accepte de lui fournir les finances nécessaires en utilisant ses avances sur livres. Il commence à sortir avec Vivian, qui le séduit pour qu'il devienne dépendant à la cocaïne. Tout cela laisse Mobley lourdement endetté, et il découvre trop tard qu'il est victime de l'arnaque élaborée par Zimmerman et Lord , car ils n'ont jamais eu l'intention de faire le film. Hors de lui, il bat presque mortellement Zimmerman. Avant de fuir L.A. de peur des conséquences, et décide pour disparaître de s'appeler Ennis Stussy en voyant la marque de cuvette de WC Dennis Stussy and Sons, dont le "D" n'était presque plus lisible). Retour en 2010, où Gloria arrive à Los Angeles pour enquêter sur le passé de son beau-père. À son arrivée, elle est dépassée par le comportement des locaux, se fait voler ses bagages, et, dans sa chambre - celle-là même où vivait son beau-père en 1975 - trouve une étrange boîte qui n'arrête pas de s'éteindre quand on l'allume. Elle retrouve Zimmerman, laissé paralysé par l'agression de Mobley, et Lord, cette dernière lui racontant les événements passés mentionnés ci-dessus d'une manière à la fois précise et pleine de remords. Après avoir rassemblé ces informations, Gloria se rend finalement compte que rien de tout cela n'a jamais eu de rapport avec l'affaire du meurtre et que son voyage était inutile. Avant de finalement retourner à Eden Valley, Minnesota, apportant la boîte avec elle. Elle remarque également le nom du fabricant des toilettes. À son retour, elle est informée que les empreintes digitales trouvées sur les lieux du meurtre appartenaient à un libéré conditionnel nommé Maurice LeFay, qui est décédé dans un accident louche peu de temps après le meurtre d'Ennis Stussy.

### Épisode 4:Le Problème d'échappée belle
- États-Unis /  Canada : 10 mai 2017
- Belgique,  France et  Suisse : 11 mai 2017 sur Netflix

Sur la suggestion de Nikki, Ray se fait passer pour Emmit afin qu'il puisse récupérer un coffre-fort qu'il croit contenir le timbre rare de leur père. Il menace le banquier d'Emmit pour qu'il lui donne la boîte et lui permette de retirer 10 000 $, et découvre que la boîte ne contient que les cendres du chien d'Emmit. Plus tard, pour se venger du vol, Sy donne aux patrons de Ray des preuves photographiques de sa relation qu'il entretient avec Nikki. Lorsqu'ils confrontent Ray, il exprime son amour pour elle et se fait virer. Découragé, Ray oublie une rencontre avec Nikki et un riche bailleur de fonds qui, espère-t-elle, les financera pour les tournois de bridge, ruinant leurs chances. Apprenant le vol de Ray et soupçonnant Varga d'être impliqué dans la mort d'Irv, Emmit et Sy envisagent de vendre leur entreprise. Les choses s'aggravent lorsque Varga se présente à l'improviste pour dîner chez Emmit. Après le dîner, Varga propose de faire signer Emmit en tant qu'associer. Bien qu'Emmit soit réticent, Varga le convainc que la signature lui permettra de devenir beaucoup plus riche. Emmit se résigne finalement.

### Épisode 5:La Maison à destination spéciale
- États-Unis /  Canada : 17 mai 2017
- Belgique,  France et  Suisse : 18 mai 2017 sur Netflix

### Épisode 6:Sans merci
- États-Unis /  Canada : 24 mai 2017
- Belgique,  France et  Suisse : 25 mai 2017 sur Netflix

### Épisode 7:La Loi de l'inévitable
- États-Unis /  Canada : 31 mai 2017
- Belgique,  France et  Suisse : 1er juin 2017 sur Netflix

### Épisode 8:Le Maître du déni
- États-Unis /  Canada : 7 juin 2017
- Belgique,  France et  Suisse : 8 juin 2017 sur Netflix

### Épisode 9:Aporie
- États-Unis /  Canada : 14 juin 2017
- Belgique,  France et  Suisse : 15 juin 2017 sur Netflix

### Épisode 10:Quelqu'un à aimer
- États-Unis /  Canada : 21 juin 2017
- Belgique,  France et  Suisse : 22 juin 2017 sur Netflix

L'agent du fisc Dollard trouve le numéro de Gloria dans le dossier Stussy Lots. Il l'appelle et Gloria prend rendez-vous avec Dollard, bien qu'elle insiste sur le fait qu'elle n'a pas envoyé le dossier. Dollard explique à Gloria que la prise de contrôle de Stussy Lots par Varga est conçue comme une escroquerie fiscale. Après son retour du poste de police, Emmit est obligé de signer de nombreux contrats, après quoi il attrape l'arme de Meemo et tente de forcer Varga à se retirer de sa maison et de son entreprise. Varga le neutralise et Meemo l'attaque par derrière. Varga demande à son équipe d’effacer les preuves de leur présence, et ils partent tous. Varga, Meemo et l’ensemble de la bande vont rencontrer Nikki et M. Wrench pour verser la rançon pour les disques durs, mais sont pris en embuscade par M. Wrench. Meemo et ses complices sont tués, mais Varga s'échappe. Nikki donne à Wrench la majeure partie de l'argent de la rançon, et part. 
Emmit, reprenant conscience, se rend dans les bureaux de Stussy Lots pour découvrir que Goldfarb, qui était apparemment de mèche avec Varga, a finalisé son acquisition de l'entreprise pour 100 000 $ et a commencé à installer ses employés dans le bâtiment. Goldfarb assure à Emmit qu'il détient des millions sur des comptes offshore, mais qu'il est responsable des lourdes dettes de Stussy Lots et lui conseille de déclarer faillite, le laissant désemparé. 
Dans une région éloignée, la voiture d'Emmit tombe en panne sèche. Nikki arrive et le menace d'une arme, mais quand un policier d'État intervient, elle cache le fusil de chasse sur le pare-chocs arrière de la voiture d'Emmit. Lorsque le policier demande les papiers, Nikki tire mais il riposte et ils se tuent l’un l’autre. Un Emmit traumatisé fuit les lieux et se rend chez sa femme, tombe à ses pieds et sanglote. 
Cinq ans passent. Emmit, dont le couple s’est reconstitué préside un dîner avec sa famille et ses amis, y compris Sy partiellement rétabli. Emmit se rend à la cuisine pour en ramener la salade ; il reçoit une balle dans la nuque de M. Wrench, qui venge Nikki. 